# Astrogomphus rudis
Astrogomphus rudis är en ormstjärneart som beskrevs av Addison Emery Verrill 1899. Astrogomphus rudis ingår i släktet Astrogomphus och familjen medusahuvuden. Inga underarter finns listade i Catalogue of Life.